# Croton anisodontus
Espèce
Croton anisodontus est une espèce de plantes à fleurs du genre Croton et de la famille des Euphorbiaceae, présente au Brésil (Bahia).
Il a pour synonyme :
- Oxydectes anisodonta, (Müll.Arg.) Kuntze